# Парамун
Парамун е село в Западна България. То се намира в община Трън, област Перник.

## География
Село Парамун се намира в планински район на 14 км от Трън и на 66 км от София.
Разположено е високо зад голям скалист масив, наречен от местното население Парамунска чука. Под чуката има махала, която също се води към селото. Близо до нея тече река Ябланица. До селото се стига по асфалтов път – 2 километра, който се отбива от главния път Брезник-Трън. Районът е екологично чист и запазен. Никога не е имало каквато и да е промишленост. Основни селскостопански култури отглеждани активно в близкото миналото са: картофи, лук, чушки, боб, царевица, тикви.
Населението на с. Парамун през годините:
- 1880 – 358 жители
- 1900 – 359 жители
- 1910 – 410 жители
- 1934 – 468 жители
- 1946 – 445 жители
- 1956 – 304 жители
- 1965 – 227 жители
- 1975 – 186 жители

## История
Село Парамун (името през Средновековието е Парадунь) е старо, средновековно селище, регистрирано в турски документи от средата на XVI и началото на XVII в. под същото име Парамун (Парадунь), към каза Изнебол, с 6 домакинства, 1 вдовица и 1 неженен. Най-ранното село е било в местността Селище до местността Манастир.
Според едно предание еничар родом от Парамун избягал от Цариград и станал войвода. Когато султанската поща била на път за Цариград, той с дружината си я пресрещнал и обрал при село Добраново (сега с. Неделково). За назидание султанът наредил Добраново и Парамун да бъдат разрушени. Тогава оцелелите жители се преместили в полите на Мали камик, където е Малоканската маала (махала). Народната памет свързва тези събития с две местности Яничер и Яничерски кладенец.
Според други местни предания населението на селото по време на османското владичество било толкова бедно, че местният коджабашия (кмет) предупреждавал селяните на таен език, когато идвали да събират данъци с „Шуманте туте, та Уз дол.“ (Което на трънски диалект е предупреждение да се скрият.)
В миналото село Парамун е било в полите на планината Стража, но впоследствие е било преместено в близост до пътя (сега шосето Перник – Брезник – Трън). Към селото някога е спадала и махалата Мракьотинска, която през 1923 година е отделена в отделно селище (с. Мракетинци). Според Константин Иречек, с. Парамун е било важно стражево селище на важна съобщителна артерия от западната част на Балканския полуостров посока Константинопол/Цариград. Това според Иречек определя името на селището от гръцки παραμονη („стража“ – в превод на български).

## Археологически проучвания
На най-високия връх от северозападния Парамунски дол от планината Стража, на около 1,5 км северозападно от сегашното село се намират развалините на праисторическата крепост Градище. Широкият зид, изграден от необработен камък без спойка, огражда скалния масив от върха и прилежащия му терен в западна посока. Зидът е разрушен и се очертава като вал, обхванат от храсти. Теренът, ограден от стената е наклонен на северозапад. В югоизточната му част се издига напукан скален масив, в югозападния район се наблюдава чувствително разширяване на стената, може би от кули към прохода на крепостта.
В наши дни голяма част от терена на Градището е затревена и се намират единични малки и обезличени фрагменти от дебелостенна праисторическа керамика, със сивочерен цвят и примеси от пясък и глина.
Археологическите данни, както и местоположението на това архитектурно съоръжение дават основание то да бъде свързано по-скоро с религията и по-конкретно със соларния култ и култа към скалата, отколкото с военноотбранителното дело, и да се отнесе към края на бронзовата, началото на Халщатската епоха. Късният етнографски оброк (св. Кръст) може би е една далечна реминисценция на прастарото езическо светилище, а топонимът Градище говори, че до неотдавна оградната стена е била сравнително добре запазена и е свързана от народната етимология със старото крепостно строителство.
На около 0,5 км северозападно от с. Парамун, на скалистия връх от северозападния Парамунски дял от планината Стража е имало и праисторическо светилище. Скалният масив от най-високата част на Чука, заедно с прилежащия му терен в западна посока, е ограден от широк зид, който се очертава като вал, обхванат от храсти. Този зид е изграден от необработен камък без спойка и обхваща площ с елипсовиден план и големина около 700 – 800 m². Източната част на оградената площ е чувствително по-висока. Там вероятно е имало постройка, която впоследствие е била разрушена. Днес на терена не се намират никакви археологически материали. В миналото местните хора съобщават, че са намирали груба, сивочерна, дебелостенна керамика и монети.
Малките размери на оградената площ, строителната техника, скалният масив, включен в нея, както и местонахождението дават основание това архитектурно съоръжение да се отнесе към праисторическите времена – края на бронзовата, началото на Халщатската епоха и да се свърже с култа към Слънцето и скалата.
От историята на селото има запазена следната легенда, която се предава от уста на уста: От другата страна на пътя се намирало село Парамун. Там имало един манастир, който бил посещаван и ограбван от турски башибозуци. Когато един ден турците отново дошли, монасите там решили да ги ограбят и убият, тъй като разбрали, че носят много пари за своя господар. Те били придружавани от едно куче, което монасите решили да пощадят. Труповете хвърлили в тор, за да се разградят по-бързо, а кучето легнало отгоре. Когато господаря забелязал, че парите не идват тръгнал да ги търси. Стигнал до манастира. Там видял кучето, което предано лежало върху тортá. Когато попитали защо кучето лежи там и разровили видели дрехите на убитите. Потерята турци подгонили парамунчани нагоре по тамошната чука. Селяните решили, че от другата страна на чуката ще са в безопасност и така и станало. Старото село било унищожено, а новото дало начало на много деца, повечето от които не са живи или не знаят историята.
Според легенда от 1896 г. местен жител случайно открива златното имане, но не е имал време да му се нарадва. Управата на селото разбира и подлага на изтезание човека да им каже къде е златото. Той не издържа на мъченията и отнася тайната със себе си.
Големите родове в селото са: Богданови, Бандрини, Калъмови, Тончини, Гораничови, Крилини, Алашугини, Топузлиини, Зариини, Пашкини, Неворкови, Желязкови, Йосини, Влашини, Мутавджиини, Палилулци, Боини, Пръстенови и Филипови.

## Културни и природни забележителности
До село Парамун се намират няколко картотекирани от спелеолозите пещери.
Пропастните пещери Роня и Монетарницата се разкриват в сравнително голям въртоп със стръмни стени. Той отстои на около 50 метра под главното било на Стража планина, северозападно от връх Груйница, в м. Свински въртоп. Пещерата е разположена в южната част на Стража планина. Според районирането на карста (по В. Попов) попада в Сливнишки пещерен район № 301.
От центъра на с. Парамун се минава покрай воден резервоар по стръмна пътека и се излиза на широк, черен път, който с лек наклон отвежда навътре в планината. Първоначално се върви в открита местност. От дясно остава рида с връх Кръста – почти обезлесен, а от ляво се виждат възвишенията под Големи връх. Следва се главният път като се избегват разклоненията му. След известно време се навлиза в широколистна гора. Малко преди местността Гуглин въртоп от дясно на пътя в гората се забелязват въртопи. Върви се в западна посока и се достига до сечище, в чиято горна част пътят се губи. Продължава се без път в същата посока през рядката гора, като се държи характерно дере вдясно от сечището. По-нагоре се преминава по десния ръб на разположен в дерето голям въртоп. Появяват се големи карни жлебове, вдясно. Минава се покрай тях и малко преди дерето да достигне билната част отново се тръгва вдясно, като този път се траверсира хоризонтално склона. Достига се до сравнително голям въртоп, обрасъл с високи дървета. В неговата северозападна страна, сред струпване на големи скални блокове се разкрива отвор с височина 0,8 m и широчина 2,65 m. Въртопът се заобикаля от дясно, като се преминава покрай натрупана камара скални блокове. Подсича се склона и се държи посока север-северозапад. Билото на планината остава високо в южна посока. Попада се на голям въртоп, в чиято периферия се намира пропастта Роня. Непосредствено под този въртоп се намира Свинският въртоп, характерен с локвата на дъното си и големите размери.
Входът на пещерата Монетарницата се разкрива във въртоп с дървета и големи скални блокове разположен между въртопа на пропастта Роня и Свинския въртоп, който се забелязва отдалеч.
Пещерата Пропадо е все още непроучена и опасна за посещаване. Само добре екипирани и опитни спелеолози могат да преодолеят трудностите при посещение на място.
В своеобразна забележителност се е превърнало Ханчето на разклона за с. Парамун, на шосето Перник – Брезник – Трън, където се предлагат домашно приготвени млечни продукти и гозби, а едната стена е украсена с изписани типични трънски пословици и поговорки.

## Личности
- Григор Симов – дисидент, кмет на селото 1991 – 1995